# La Grâce des rois
La Grâce des rois (titre original : The Grace of Kings) est un roman de fantasy de l'écrivain américain Ken Liu, publié en 2015 puis traduit en français et publié en 2018. Il s'agit du premier roman de l'auteur et le premier d'une trilogie, La Dynastie des Dents-de-Lion.
La Grâce des rois a remporté le prix Locus du meilleur premier roman 2016.

## Éditions
- The Grace of Kings, Saga Press, 7 avril 2015, 623 p.  (ISBN 978-1-4814-2427-1)
- La Grâce des rois, Fleuve, coll. « Outre Fleuve », 4 octobre 2018, trad. Élodie Coello, 848 p.  (ISBN 978-2-265-11675-7)
- La Grâce des rois, Pocket, Imaginaire no 7277, 17 octobre 2019, trad. Élodie Coello, 912 p.  (ISBN 978-2-266-29270-2)